# Ecnomina sentosa
Ecnomina sentosa är en nattsländeart som beskrevs av Arturs Neboiss 1982. Ecnomina sentosa ingår i släktet Ecnomina och familjen trattnattsländor. Inga underarter finns listade i Catalogue of Life.